# NGC 4246
NGC 4246 је спирална галаксија у сазвежђу Девица која се налази на NGC листи објеката дубоког неба.
Деклинација објекта је + 7° 11' 8" а ректасцензија 12h 17m 58,1s. Привидна величина (магнитуда) објекта NGC 4246 износи 12,7 а фотографска магнитуда 13,4. Налази се на удаљености од 60,367 милиона парсека од Сунца. NGC 4246 је још познат и под ознакама IC 3113, UGC 7334, MCG 1-31-41, CGCG 41-70, VCC 264, PGC 39479.